# Trazzera degli stranieri
La trazzera degli stranieri è un'antica mulattiera che attraversa gli scavi di Monte Pruno nel comune di Roscigno in un territorio compreso nel parco nazionale del Cilento e Vallo di Diano.

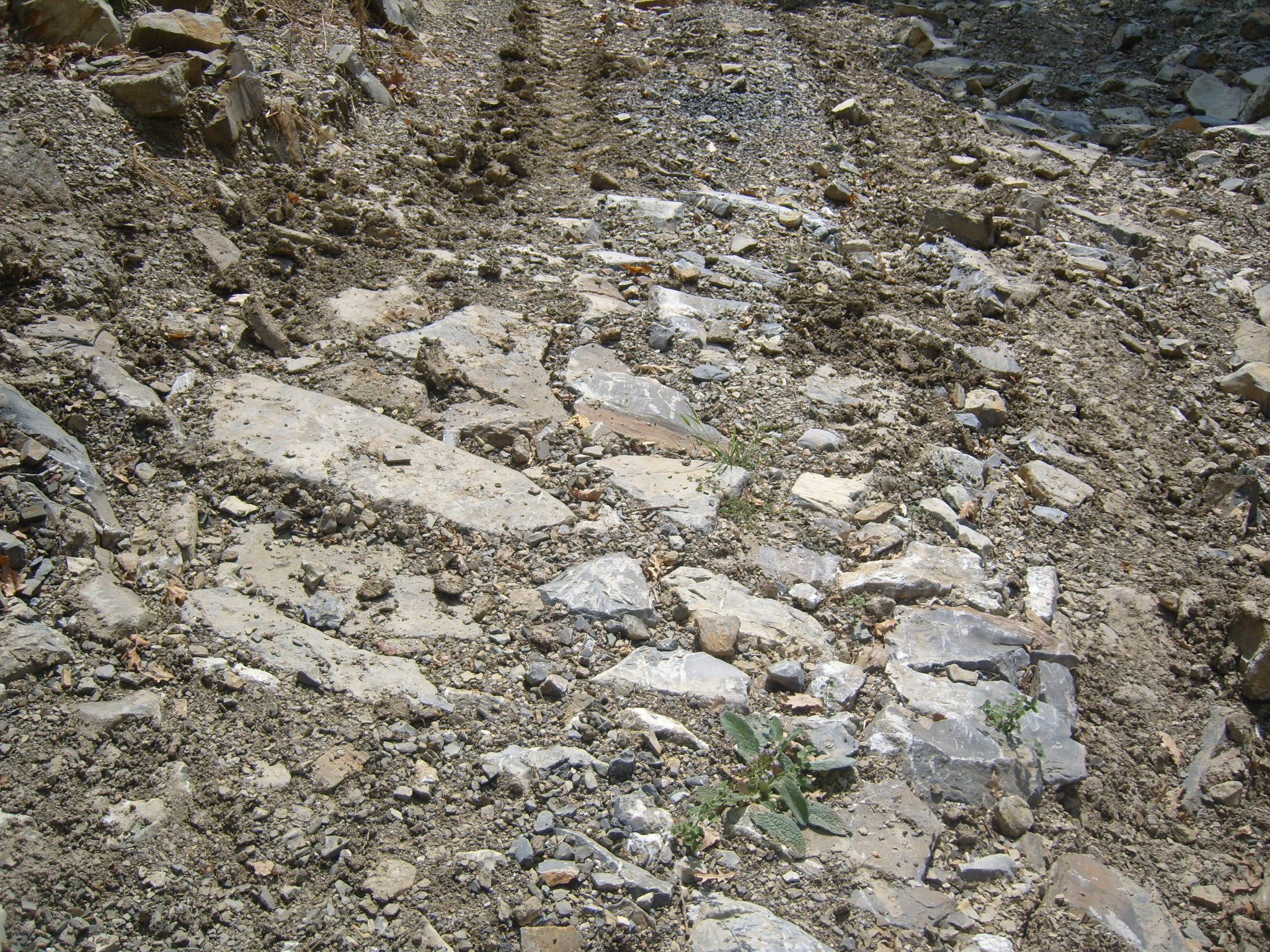
Antico tracciato Via degli Stranieri

Il sentiero presenta ancora tratti di percorsi lastricati in pietra, facilmente individuabili, e tratti in terra battuta tipici dei sentieri montani delimitati da muri a secco laterali.

## Storia
L'importanza del sentiero, denominato localmente "via degli stranieri", è fatta risalire ad epoca antecedente l'arrivo e la dominazione dei Romani quando costituiva una delle poche vie di comunicazione e commerciali tra la piana di Paestum e l'attuale Cilento interno lungo la dorsale che conduceva ai mercati dell'antico Vallo di Diano.